# ファンタ (飲料)

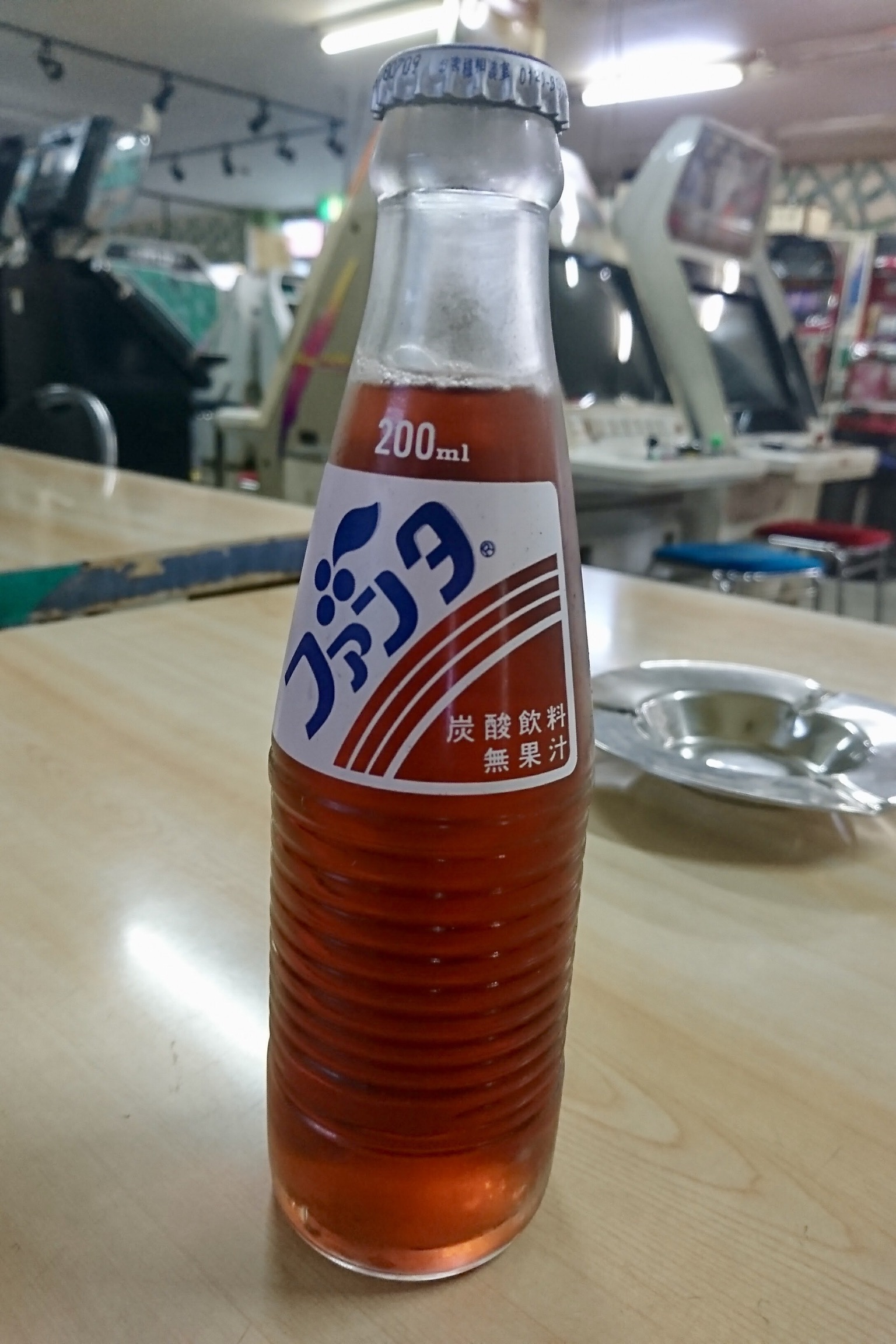
200ml瓶

オリジナル
500 mlペットボトル

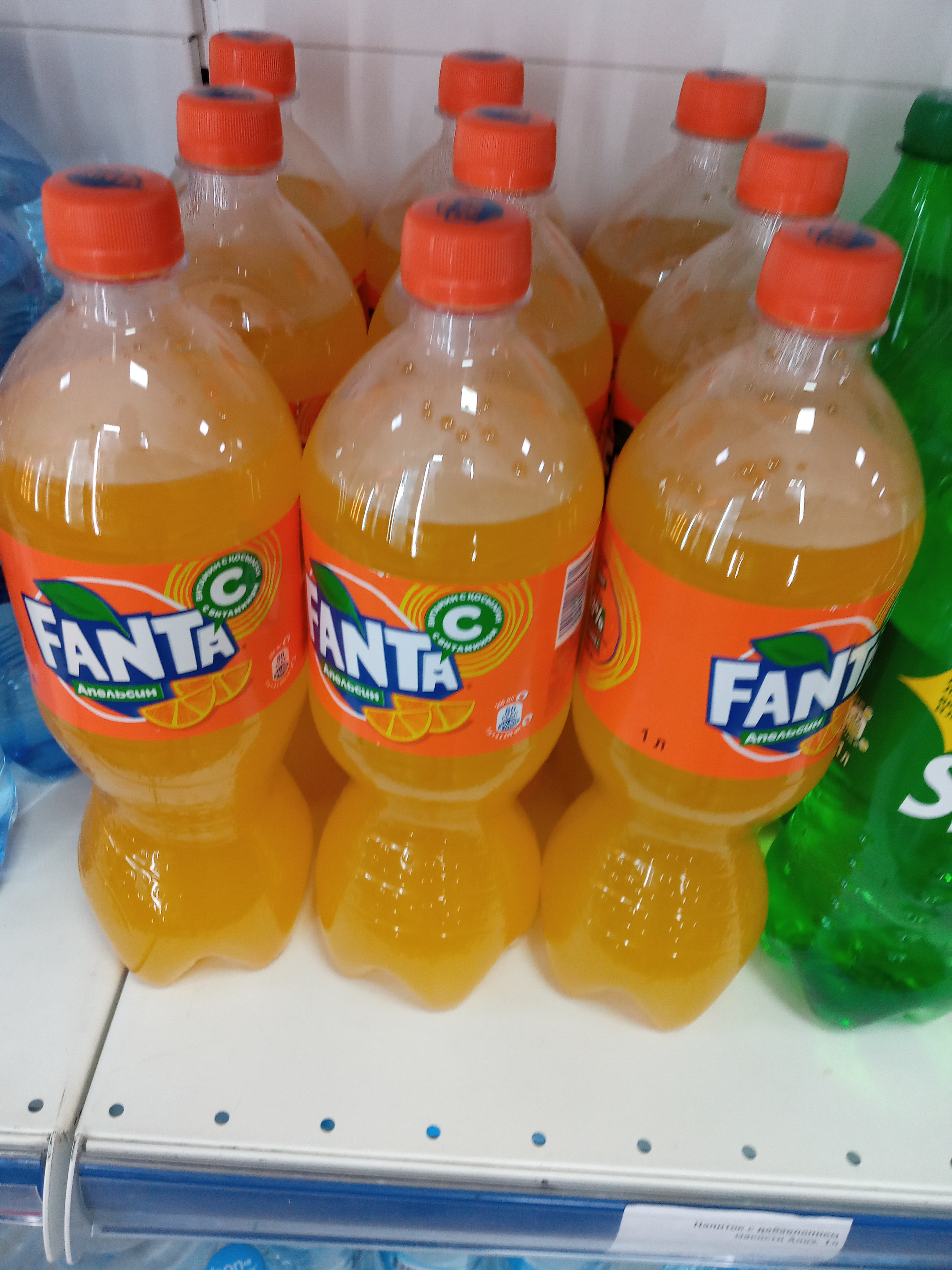

ファンタ（Fanta, [faːnta]）は、コカ・コーラのドイツ法人が開発したフルーツ味の炭酸飲料のブランドで、アメリカのザ コカ・コーラ カンパニー（コカ・コーラ社）やそのグループ企業から発売されている炭酸飲料。本項では炭酸飲料以外の派生製品についても解説する。

## 歴史
コカ・コーラ社は1929年にドイツに現地法人を設立してドイツでのコカ・コーラ生産を開始した。不況期のスタートであり、1929年の販売量は5,840ケースに過ぎなかったが、ナチス・ドイツ政権下での売り上げと生産の伸張は大きく、1939年の販売量は450万ケースにまで激増する成功を収めた。しかし1939年の第二次世界大戦勃発によって、翌1940年、コカ・コーラ社ドイツ法人はアメリカ本国からコカ・コーラの原液を輸入できなくなった。
1938年からドイツ・コカ・コーラの支配人を務めたマックス・カイト (Max Keith) は、コカ・コーラの代替商品となる清涼飲料を求め、ドイツ・コカ・コーラの主任研究者ヴォルフガンク・シェテリッヒ (Wolfgang Schetelig) らにより、炭酸飲料向けの新たなフレーバーシロップが開発された。これはリンゴジャム製造時の残渣と、チーズ等乳製品の製造工程中に生じる副産物の乳清などを原料に調合され、味は「果汁入りオレンジジュース : コーラ : レモンジュース を 0.375 : 0.375 : 0.25 位の割合で混合したようなもの」とされており、後年知られる「ファンタ」とはかけ離れていた。
ブランド名の語源はドイツ語「Fantasie」である。商品名を決める会議でカイトが「想像力 (Fantasie) を使え」（英語で「空想」を意味するFantasyとは意味が少し異なる）と言ったのに対して、ある出席者から「Fanta」 ([faːnta]) との即答が返ってきたことによる。
このように、最初のファンタは物資不足の中で作られた代用品飲料ではあったが、戦時中のドイツでは相当に受け入れられた。初期には甘味を得るためにサッカリンを利用せねばならなかったが、1941年には当局からテンサイ糖の供給を得られるようになり、砂糖不足のドイツでは料理用シロップの代用に使われたほどであった。またビタミンCとカフェインも添加された上で粉末ジュース加工され、戦地のドイツ軍にレーションの一部として支給された。
ドイツでは敗戦後も1949年までコカ・コーラ原液の輸入が止まっていたため、ドイツ・コカ・コーラの経営を支えたのはファンタであった。この代替コーラとしてのファンタは、この味に慣れ親しんだ世代のドイツ人により「シュペツィ」という名称の飲料として残された。なお、コカ・コーラは2015年にファンタ75周年を記念して、初期の味を復刻したファンタを発売したが、そのキャッチコピーに「古き良き時代」というフレーズを使ったため、「（ファンタが発売された）ナチスドイツの時代を美化するのか」とドイツなどでの批判が上がり、物議を醸した。
1955年、イタリア・ナポリのコカ・コーラのボトラー・SNIBEG社で、オレンジ果汁を配合した炭酸飲料が開発され、ドイツ起源の「ファンタ」の名が付けられた。これがいわゆる「ファンタ・オレンジ」の最初で、以後は、糖分、果汁、フレーバーや着色料を配合し、炭酸水で割った清涼飲料として、各国で生産されるようになった（生産国により、果汁を含まなければフルーツ名のドリンクとして販売できない国と、フレーバーや着色料のみで販売できる国があり、各国ごとに独自の調合が行われている）。
一方日本においては、第二次世界大戦終結後にコカ・コーラを国内で生産しようという動きはあったものの、コカ・コーラの原液の輸入に貴重な外貨を消費することが問題視され、その代わりとしてファンタが選ばれ、1958年に初めて販売された。この当時、すでに世界36カ国で販売されていた。1960年にはコカ・コーラ社によって商標が買い取られた。1961年、アメリカ国内では「7 Up」に対抗するため、ドイツ国内で販売されていたファンタクリアレモン味を「スプライト」という名称で販売した。
現在は世界180カ国で販売されており、最も消費量が多い国はブラジルである。ブラジルにおいてはオレンジやグレープなどの定番のフレーバーに加え、パッションフルーツやガラナなどがフレーバーとして用いられた例もある。他方、タイ王国では死者への供物として一般的であるという（cf. ナムデーン）。

## 日本の商品展開

2016年から2023年に
使用されたファンタのロゴ

ここでは、日本法人である日本コカ・コーラ社の商品展開について記述する。
日本においては、グレープとオレンジがコアフレーバーと位置付けられ、それを軸に期間限定のフレーバーが展開されてきた。
初期のグレープに用いられていた合成着色料の発がん性の指摘を受け、1975年5月に販売を中止し、カラメル色素を用いたゴールデングレープを代わりに発売した。
1977年7月に着色料を改良したうえで通常のファンタグレープの販売を再開し、入れ替わるようにゴールデングレープは終売した。なお、このゴールデングレープはのちに期間限定品として発売された。
その後もロゴやパッケージ、およびコアフレーバーの配合は何度か変更されている。うち、2009年のロゴ変更に際しては、原材料の見直しにより合成着色料が廃止された。（派生製品である「ふるふるシェイカー」も同様。）また、2010年3月からは合成香料も廃止された。さらにその数年後の2013年のリニューアルに際してはフルーツエキスが加えられた。そして2016年4月にはこれらのコアフレーバーに果汁が1%加えられた。
1980年代は地域限定品が多く発売された。これは、地域の経済や雇用促進につなげるために、各地域のボトラーが売る商品はボトラーの工場で作るという方針に由来しており、各商品も販売地域の嗜好に合わせていた。たとえば1988年発売の「ストロベリー」と「パインアップル」は東京では発売されていなかった。1991年から数年間は期間限定フレーバーの発売が年に一度となり、全国どこでも同じ商品が売られるようになった。2000年代に入ると期間限定フレーバーの発売が年に数回に増え、過去のフレーバーの復刻や、都市伝説が話題となった「ゴールデンアップル」、さらにはゆずなどの和風フレーバーが登場しており、清涼飲料史研究家の久須美雅士は生活情報サイト「All about」に寄せた記事の中で、このころが最も華やかだったと振り返っている。また、久須美は2008年にゼロカロリーを謳った「ファンタゼロ」が登場したことについて、子どものころから生活習慣病に気を付けなくてはならない時代に配慮したものだとみている。2010年代半ばには『洗練された大人っぽさ』をコンセプトとした『厳選フレーバーシリーズ』が登場しており、久須美は少子化の進行によって大人をターゲットにした商品も必要になったのだろうとみており、のちのプレミアシリーズへの布石とも考えられると分析している。このプレミアシリーズはコロナウイルスの流行による外出制限も相まって、1000万本売れれば成功とみなされる炭酸飲料において、2020年3月の発売から2か月で1800万本を売り上げた。2021年以降はガールズグループNiziUをあしらったパッケージや、ファミリー層向けのTVCM「＃はじめてのファンタ」が展開されたことから、久須美は子どもから大人まで幅広い層をターゲットにしているのだろうと分析している。
また、少人数世帯の増加を受け、2021年4月には、スーパーマーケット・ドラッグストア・ディスカウントストア向けに、新容量として飲みきりサイズの350mlPETと2人飲みサイズの700mlPETの2容量を追加発売（新サイズは「スプライト」と「カナダドライ ジンジャーエール」にも設定され同時発売された）。
施策が組まれた例もあった。たとえば、2007年9月には「ファンタ　ミステリーチャレンジ　～謎かけくんの挑戦状～」という施策が組まれ、第1弾として発売された「ファンタ 謎のフルーツ」はフレーバーが伏せられており、客が味やパッケージデザイン等から推理してもらうという内容だった。携帯電話を通じてWEBゲームを遊んでプレゼントがもらえるようになっていた。その後、エンディングとして「ファンタ アップルを探せ!」が発売された。
日本で独自に展開されているフレーバーが国外に反響をもたらした例もあった。たとえば、「メロンソーダ」の場合、訪日観光客を通じて韓国でも話題となり、ロッテマートが輸入企業を通じて韓国で販売していた。

### ラインナップ
| 商品名                                    | 初出年                            | 備考 |
| ----------------------------------------- | --------------------------------- | --- |
| オレンジ                                  | 1958年                            | |
| グレープ                                  | 1958年                            | 合成着色料の発がん性が指摘され、1975年5月に販売を中止し、カラメル色素を用いたゴールデングレープを代わりに発売した。 1977年7月に着色料を改良したうえで通常のファンタグレープの販売を再開した。 2006年には紙コップ版が発売された。 2016年には「グレープ」のびん製品を「グレープクラシック」という名称に変更。 |
| クラブソーダ（炭酸水）                    | 1958年                            | 瓶入りのみ。のちにカナダドライブランドとして発売された。 |
| アップル                                  | 1974年                            | 2007年には「ファンタ ミステリーチャレンジ」のエンディングという位置づけで、「アップルを探せ!」という名称で、パッケージを「ウォーリーをさがせ!」のようにした商品が発売された 2012年にレトロシリーズの第2弾として復刻版が発売された。 ファストフード店ロッテリアにおいてもドリンクとして提供されていたが、サントリーフーズ系のドリンクを扱う方針へとロッテリアが転換したため、現存しない。                                                                             |
| レモン                                    | 1974年                            | - 久須美によると、近畿地方においては1990年中期まで発売されていたという - モスバーガーにおいては創業より提供されていたが、2001年からモスオリジナルの山ぶどうスカッシュ（グレープ風味の炭酸飲料）を取り扱うこととなり、姿を消した - 同じくミスタードーナツにおいてもレモンを一時取り扱っていたが、モスフードサービスとの提携開始により、山ぶどうスカッシュを導入したためモスに同じく取扱いを中止している - 2004年4月下旬にセブンイレブン限定品として復刻版が発売された |
| ゴールデングレープ                        | 1975年7月 2004年4月下旬（復刻版） | ファンタグレープの合成着色料問題を受けて発売。ファンタグレープの問題解決に伴い販売終了した。 2004年4月下旬にセブンイレブン限定品として復刻版が発売されたほか、2012年にもレトロシリーズの第2弾として発売された。また、2024年にも期間限定品として発売されている。 |
| フルーツパンチ                            | 1984年                            | 2008年にファンタ50周年記念として復刻版が発売されたほか、2011年および2012年にも再販された。 2013年および2015年にも同名のフレーバーが発売された。 |
| パインフルーツ                            | 1987年                            | |
| メロン                                    | 1988年                            | 以前より紙コップ式の自動販売機で販売していた |
| アップルミックス                          | 1988年                            | |
| ストロベリー                              | 1988年                            | |
| パイナップル                              | 1988年                            | 2005年に同名商品が発売された。 また、2008年にファンタ50周年記念として復刻版が発売された。 |
| ピーチ                                    | 1989年                            | 2008年にファンタ50周年記念として復刻版が発売されたほか、2012年にも同名のフレーバーが発売されている。 |
| トロピカルパンチ                          | 1990年                            | 2008年にファンタ50周年記念として復刻版が発売された |
| 青りんご                                  | 1991年                            | 2008年にファンタ50周年記念として復刻版が発売された 2013年10月にもレトロシリーズの一環として発売された。 |
| マスカット                                | 1992年                            | 2013年にレトロシリーズの一環として復刻版が発売された。2025年3月に、『#みんなで選ぶ復刻ファンタ』キャンペーンで1位になり復刻版が発売された。 |
| グレープフルーツ                          | 1993年                            | 2008年にファンタ50周年記念として復刻版が発売された。 2013年にはレトロシリーズの一環として、2015年には「ベストフレーバーシリーズ」の第2弾としてそれぞれ発売された。 |
| スカッシュパンチ                          | 1994年                            | 複数のフルーツフレーバーを配合した製品で、1994年3月に350ml缶として北海道全域で発売されたほか、近畿地方では1994年4月に「キスール アプリコット＆ウォーター」と同じタイミングで発売された。 |
| クリアーパイン                            | 1996年                            | |
| レモン (New)                              | 1997年                            | 近畿以外での復活 |
| ゴールデンパイナップル                    | 1998年                            | ペットボトルのみ。 中京限定 |
| グリーンマスカット                        | 1998年                            | 北陸限定 |
| クリアピーチ                              | 1999年                            | |
| 南の島ブレンド                            | 1999年                            | |
| さっぱりリンゴ                            | 2000年                            | |
| すっきりライチ                            | 2000年                            | |
| あっさりベリー                            | 2000年                            | |
| ファンキーレモンC                         | 2001年                            | |
| ラ・フランス                              | 2001年                            | |
| フルーティーグレープフルーツ              | 2002年                            | |
| フルーツパンチ (New)                      | 2002年                            | |
| ホワイトピーチ                            | 2002年                            | |
| ゴールデンアップル                        | 2002年10月21日                    | 2006年にセブンイレブン限定品として復刻版が発売された |
| トロピカルフルーツ                        | 2003年                            | |
| すもも                                    | 2003年                            | |
| マスカット (New)                          | 2003年                            | |
| 青リンゴ (New)                            | 2004年                            | |
| スウィーティー                            | 2004年                            | |
| さっぱりピーチ                            | 2004年                            | |
| ライチ                                    | 2004年                            | |
| ホワイトストロベリー                      | 2004年                            | イチゴフレーバーにヨーグルトを合わせた製品 |
| メロンソーダ                              | 2004年                            | 同名の業務用製品が2016年に発売されている。 2020年7月にはボトル缶からペットボトルに変更し、リニューアル発売。 |
| ウィンターアップル                        | 2004年                            | |
| アミノサイダー                            | 2004年                            | 2006年に復刻版が発売された。 |
| フルーティーメロン                        | 2005年                            | |
| スウィートグレープフルーツ                | 2005年                            | |
| ビタミンCスカッシュ                       | 2005年                            | |
| みかん                                    | 2005年                            | セブンイレブン限定 |
| あんず                                    | 2005年                            | セブンイレブン限定 |
| ゆず                                      | 2005年                            | セブンイレブン限定 |
| キウィ                                    | 2005年                            | |
| ウルトラレモン                            | 2005年                            | |
| 超ウルトラレモン                          | 2005年                            | |
| ハニーレモン                              | 2006年                            | |
| クリアアップル                            | 2006年                            | |
| メロンクリームソーダ                      | 2006年                            | 2016年にセブンイレブン限定品として同名フレーバーが発売された |
| R18（アールジュウハチ）                   | 2006年                            | マカ、ガラナ、カフェインが配合されており、栄養ドリンクのような風味がつけられている。 |
| ラブズベリー                              | 2006年8月21日                     | ブルーベリーとラズベリーをブレンド |
| とれとれグレープフルーツ                  | 2006年                            | |
| ホワイトバナーナ                          | 2006年                            | |
| パーティーミックスマスカット&アップル     | 2006年                            | |
| メロンソーダオリジナル                    | 2006年                            | セブンイレブン限定、2008年にリニューアル 2009年3月9日、コアフレーバーリニューアルと同時に、「ファンタ メロンソーダ」へと名称変更された。2019年にリニューアル |
| いちごクリームソーダ                      | 2007年1月15日                     | |
| シュワッとピーチ                          | 2007年                            | |
| ファンタスティックファイブ                | 2007年                            | ピーチ・アップル・グァバ・アプリコット・チェリーのフレーバーをミックスした製品 |
| 冷え冷えみかん                            | 2007年                            | ニュースサイト「GIGAZINE」によると、飲んだ後にのどのあたりがひんやりしたという。 |
| トロピカルマンゴー                        | 2007年7月30日                     | |
| 謎のフルーツ                              | 2007年                            | ピーチとストロベリーのブレンドだが、何の味であるかが一定期間秘密にされた |
| ファンタゼロ                              | 2008年                            | エネルギー0キロカロリー、たんぱく質・脂質・炭水化物・糖類0グラム、レモン味）。 2009年6月には「サイダー」と「グレープ」を追加。 2010年3月にサイダーのリニューアル（ミネラル配合・マイルド炭酸化）。 また、グレープは地域限定販売だったが、2010年5月の刷新に伴い、全国発売。 2010年6月にはレモンも刷新（果汁感をアップし、クエン酸を配合） |
| カリフォルニア グレープフルーツ           | 2009年1月                         | ワールドフレーバーシリーズ第1弾。のちにふるふるシェイカーも発売された（この「ふるふるシェイカー」は通常品よりも多い240ml入り）。 |
| フランス マスカット                       | 2009年5月                         | ワールドフレーバーシリーズ第2弾。のちにふるふるシェイカーも発売された |
| イタリア ピーチ                           | 2009年8月                         | ワールドフレーバーシリーズ第3弾。 |
| ニュージーランド カシス                   | 2009年10月                        | ワールドフレーバーシリーズ第4弾。 |
| ニューヨーク アップル                     | 2009年11月                        | ワールドフレーバーシリーズ第5弾。 |
| もみもみフローズン                        | 2009年6月                         | ファンタ初の果汁入りフローズン飲料で、飲む前に凍らせて振って揉む。凍らせてから飲むタイプである為、ペットボトルは冷凍しても容器が破裂しないように工夫されている。炭酸は入っていない。 |
| U.S.A. HIPHOP フルーツパンチ              | 2010年1月                         | ダンスをモチーフとした2010年ワールドフレーバーシリーズ第1弾で、ヒップホップをテーマにしている。 |
| WAIKIKI HULA（ワイキキ フラ）パイナップル | 2010年4月                         | 2010年ワールドフレーバーシリーズ第2弾で、フラダンスをテーマにしている |
| UKロッキン!ピーチ                         | 2010年8月                         | 2010年ワールドフレーバーシリーズ第3弾で、UK（イギリス）ロックをテーマにしている |
| LA ハードロック アップル                  | 2010年10月                        | 2010年ワールドフレーバーシリーズ第4弾で、ロサンゼルスのハードロックをテーマにしている |
| もぉ～もぉ～ホワイト                      | 2010年2月                         | 「ファンタ」初の乳性炭酸飲料。 |
| 天才エネルギー                            | 2010年3月                         | テアニン・アスパラギン酸・ガラナ・ローヤルゼリー入り |
| ファンミックス                            | 2010年 7月                        | コーラフレーバーとオレンジフレーバーをミックスした期間限定フレーバー。 2011年11月21日に改良版が発売された。 |
| スーパーフルーツ ミックス                 | 2010年 9月                        | 4種類の果汁（白ぶどう、ザクロ、マンゴスチン、カムカム）にビタミンC、ナイアシン、オリゴ糖を配合。カロリーオフ設計にした「ファンタ」初の果汁入り炭酸飲料。 |
| スノースカッシュ いちご味                 | 2010年 11月                       | 球状の350mlペットボトルを採用した季節限定品。 |
| 白ぶどう                                  | 2011年1月                         | 日本の果物フレーバーをテーマにした「日本の果物シリーズ」第1弾。 |
| もも                                      | 2011年8月                         | 「日本の果物シリーズ」第2弾。 2013年に再発売。 |
| りんご                                    | 2011年10月                        | 「日本の果物シリーズ」第3弾。 |
| ハニーレモン                              | 2011年3月                         | レモンフレーバーにはちみつを加えた製品。 |
| スーパーフルーツミックス さっぱり柑橘系   | 2011年9月                         | ファンタ初の果汁入り飲料で、グレープフルーツ、スウィーティー、アセロラ、パッションフルーツ、白ぶどうが配合されている。 |
| ストロベリークリームソーダ                | 2012年10月                        | 2015年1月に「ベストフレーバーシリーズ」の第1弾として再発売された。 |
| うめ                                      | 2013年5月                         | |
| なし                                      | 2013年9月                         | |
| ゆず                                      | 2013年11月                        | |
| 芳醇マスカット                            | 2014年                            | 「洗練された大人っぽさ」をコンセプトとする新シリーズ「厳選フレーバーシリーズ」の第1弾。 |
| 豊潤ラ・フランス                          | 2014年3月                         | 「厳選フレーバーシリーズ」の第2弾。 |
| 豊潤パイナップル                          | 2014年5月                         | 「厳選フレーバーシリーズ」の第3弾。 |
| 豊潤ライチ                                | 2014年7月                         | 「厳選フレーバーシリーズ」の第4弾。 |
| 豊潤マンゴー                              | 2014年9月                         | 「厳選フレーバーシリーズ」の第5弾。 |
| 芳醇アセロラ                              | 2014年10月                        | 「厳選フレーバーシリーズ」の第6弾。 |
| 芳醇アップル                              | 2014年12月                        | 「厳選フレーバーシリーズ」の第7弾。2016年4月には一部地域の自販機限定製品として250ml缶が発売された。2020年12月 に490mlPETで再発売。 |
| 梅                                        | 2015年4月                         | 「ベストフレーバーシリーズ」の第3弾 |
| レモンスカッシュ                          | 2015年4月                         | セブン&アイグループ限定品で、関西地区で先行販売されていた。2016年4月にリニューアル |
| シークワーサー                            | 2015年6月                         | 「ベストフレーバーシリーズ」の第4弾。沖縄県内のみ通年販売。 |
| 白桃                                      | 2015年8月                         | 「ベストフレーバーシリーズ」の第5弾。2016年6月には一部地域の自販機限定製品として「ベストフレーバーシリーズ」の「白桃」430mlPET(スプライト470mlPETと同型ボトル)を発売。2021年9月および2024年4月にも発売。 |
| 梨                                        | 2015年9月                         | 「ベストフレーバーシリーズ」の第6弾。 |
| レモン+C                                  | 2016年1月                         | 100mlあたり350mgのビタミンCを配合するとともに、レモン果汁（果汁1%）も配合した。もともとは期間限定商品だったが、2017年1月のリニューアルに際し、通年商品となった。同年4月には一部地域での自販機限定製品として250ml缶を発売。 |
| イタリアンライム                          | 2016年4月                         | 世界の選りすぐりのフルーツを炭酸にブレンドした新シリーズ「ファンタ インターナショナル」シリーズ第1弾 |
| すいか                                    | 2016年7月                         | 490ml1本あたり460mgの食塩を配合しており、無果汁である。「シーズンズ」フレーバーシリーズ第2弾。 |
| ファンタ 真っ赤なオレンジ                 | 2016年9月                         | ブラッドオレンジの香り。人気のため、発売直後に出荷停止となる。 |
| SUPER PLUS+（スーパープラス）             | 2016年11月                        | レモンフレーバーをベースに、5種類のビタミン（ビタミンB6・ビタミンC・ビタミンD・ビタミンE・ナイアシン）を配合した180ml缶入りの小容量製品で、自動販売機限定で発売。 |
| ファンタ 飲みごろラ・フランス             | 2016年11月                        | 「シーズンズ」フレーバーシリーズ第4弾 |
| 大人のファンタピーチ                      | 2017年2月                         | ピーチ果汁にピーチピューレをブレンド。 2018年2月にリニューアル |
| キウイ+E                                  | 2017年5月                         | キウイフルーツフレーバーでビタミンE配合の期間限定品。本品は490mlペットボトル・1.5Lペットボトルに加え、「ファンタ」では珍しい250ml缶が設定されている。 |
| すもも+E                                  | 2017年7月                         | すももフレーバーでビタミンE配合の期間限定品。 |
| 情熱のオレンジ                            | 2017年9月                         | ブラッドオレンジフレーバーで、前年に発売された「真っ赤なオレンジ」の実質的な後継製品にあたる。 |
| 洋梨                                      | 2017年10月                        | 「大人のファンタ」シリーズの第2弾。 |
| ゴールデンアップル&パワー                 | 2018年1月                         | 新シリーズ「ファンタ ダブルプラス」の第1弾として、ビタミンB群（パントテン酸、ナイアシン）と元気成分（ローヤルゼリー、高麗人参）が配合された |
| ファンタ フローズン                       | 2018年4月                         | 果汁入りシャーベット飲料で、味はオレンジ・グレープの2種類。ブランド初のパウチ入りで、以前発売されていた「もみもみフローズン」同様、あらかじめ凍らせた後に揉んでから飲用するもので、炭酸は入っていない。 |
| パイナップルギャバ                        | 2018年5月                         | 「ファンタ ダブルプラス」の第2弾。ビタミンB群とGABAを配合した。 |
| ヨーグルトロピカル                        | 2018年7月                         | 「ファンタ ダブルプラス」の第3弾。ビタミンB群と乳酸菌を配合した |
| 甘酸っぱい初恋レモン                      | 2018年7月                         | ファミリーマート限定品で、同社のレモンフェアに合わせて発売された。 |
| マンゴーチャージ                          | 2018年10月                        | 「ファンタ ダブルプラス」の第4弾で、ビタミンB群と鉄分が配合されている。 |
| ヨーグルバナナ                            | 2019年1月                         | 「ファンタ よくばりミックス」の第1弾。食物繊維とビタミンB6が配合された。 |
| 白桃&黄桃                                 | 2019年3月                         | 「ファンタ 贅沢ダブル」の第1弾。 |
| ピンクグレープフルーツ                    | 2019年5月                         | 「ファンタ よくばりミックス」の第2弾として、クエン酸とビタミンCが配合された |
| ソカタ                                    | 2019年6月                         | 「ファンタ 世界のおいしいフレーバー」の第1弾、ルーマニアの同名飲料を基にしている。自動販売機限定。 |
| ライチ+ソルト                             | 2019年7月                         | 「ファンタ よくばりミックス」の第3弾であり、ミネラルとビタミンB群（パントテン酸ナイアシン）が配合されている |
| 黄金パイン                                | 2019年7月                         | ファミリーマート限定品。 |
| 情熱の真っ赤なオレンジ                    | 2019年9月                         | ブラッドオレンジフレーバー。 |
| カベルネ&シャルドネ                       | 2019年10月                        | 「ファンタ 贅沢ダブル」の第2弾として、。 |
| ミックスベリー                            | 2019年11月                        | 「ファンタ よくばりミックス」の第4弾として、ポリフェノールとビタミンEを配合。 |
| いよかん                                  | 2020年2月                         | 乳酸菌とDHAを配合。 |
| ルロ                                      | 2020年4月                         | 「ファンタ 世界のおいしいフレーバー」の第2弾にして、自動販売機限定品。 |
| ヨーグルラッシュ                          | 2021年4月                         | 「シールド乳酸菌（森永乳業の登録商標）」配合のヨーグルトフレーバー飲料。 |
| すもも+クエン酸                           | 2021年6月                         | 夏季限定フレーバーで、クエン酸が配合されている。 |
| ゴールデンキウイ+ソルト                   | 2021年8月                         | 期間限定フレーバーで、キウイのフレーバーに加え、塩が入っている |
| シャインマスカット                        | 2021年12月                        | 2022年12月にはパッケージデザインを変更して再発売。 |
| あかるいよかん+ビタミンC                  | 2022年1月                         | ビタミンC配合の期間限定フレーバー。2023年2月には炭酸量を増やした「もっと あかるいよかん+ビタミンC」へ改名の上リニューアルされ、期間限定で発売。 |
| ヨーグルラッシュ 白桃&黄桃                | 2022年2月                         | |
| 青春スウィーティー                        | 2022年6月                         | |
| ミステリーブルー                          | 2022年9月                         | 2018年より海外で展開されている謎の味と鮮やかな液色を特徴とする「#What The Fanta」の日本版。 製品仕様上、2009年3月以降の製品では珍しく合成着色料（青色1号）を使用している。 |
| ヨーグルラッシュ グレープ&マスカット      | 2022年11月                        | |
| まろやかいちご                            | 2023年3月                         | 「ヨーグルラッシュ」の期間限定フレーバー |
| ミステリースイーツ                        | 2023年6月                         | 日本版「#What The Fanta」の第2弾として、日本の「ファンタ」で初のスイーツフレーバー。2022年9月に発売された「ミステリーブルー」同様、合成着色料（青色1号）を使用している。 |
| シトラス&メローイエロー                   | 2024年5月                         | ローソン限定。 |
| ミステリーレトロ                          | 2024年5月27日                     | 日本版「#What The Fanta」の第3弾。 |
| ヨーグルラッシュ マーブルオレンジ         | 2024年7月                         | |
| zero sugar パイナップル                   | 2024年7月                         | |
| ファンタ ビートルジュース                 | 2024年9月                         | 映画『ビートルジュース ビートルジュース』とのコラボレーション商品。 |
| ヨーグルラッシュ マーブルピーチ           | 2024年10月                        | |
| 甘ずっぱいファンタ 朝摘み白桃             | 2025年5月                         | クエン酸を配合。 |
| ホワイトグレープ&アンバサ                 | 2025年5月                         | ローソン限定。 |
| 甘ずっぱいファンタ 早摘みレモン           | 2025年7月                         | クエン酸を配合。 |

- 発売時期不明 - 青りんご（紙コップ）、レモン（紙コップ、缶やペットボトルとは色と味が異なる）、ルートビア、チェリー

#### ファンタ ふるふるシェイカー
「ファンタ ふるふるシェイカー」とは、炭酸入りドリンクゼリーであり、2008年にマクドナルドでシャカシャカチキンの購入者に数量限定で提供されたのち、一般販売された。また、当初はオレンジ味のみだったが、のちに様々なフレーバーが登場した。炭酸ののど越しとゼリーの口当たりの良さから人気を呼び、ゼリー系飲料のけん引役として認知されていた。また、2008年には第27回食品ヒット大賞の優秀ヒット賞（一般加工食品部門）を受賞した。
2012年まで期間限定商品として発売されたのち、2017年に再発売され、当時のファンの間で話題となった。日本コカ・コーラの担当者は「J-CAST」の取材に対し、2017年7月のファンタのリニューアルの新しさや楽しさの象徴として「ふるふるシェイカー」を復活させたと答えており、炭酸飲料が良く売れる夏ではなく9月に発売したことについては「ファンタの年間のマーケティング戦略において、夏はリニューアルに伴う新キャンペーンの発足を盛り上げ、秋にはスーパーの秋商戦のラインアップに載せるという目的がある」と説明している。
| フレーバー             | 初出年        | 備考 |
| ---------------------- | ------------- | --- |
| オレンジ               | 2008年4月     | 2009年にリニューアル。 |
| グレープ               | 2008年6月     | 2009年春のリニューアルに際して、うちグレープ味はマスカット系フレーバーから、通常の「ファンタグレープ」と同様のものに変更された。 2011年7月にはグレープ味がリニューアルした。 |
| レモン                 | 2008年9月     | |
| ふるふるチャージ       | 2009年2月     | ファンタ初のエナジー飲料でもあり、マルチビタミンが配合されている。 |
| メロンソーダ           | 2009年4月14日 | セブン&アイグループ限定品 |
| サイダー               | 2009年7月     | |
| 情熱の真っ赤なオレンジ | 2019年9月10日 | |
| マンゴー               | 2019年9月10日 | |

#### ファンタ プレミアシリーズ
「ファンタ プレミアシリーズ」は、果汁やピューレを配合した製品群であり、30代以上の炭酸離れという課題を解決するために開発された。このプレミアシリーズはかつてファンタに親しんでいた30～40代をターゲットにしており、通常商品とのすみわけの観点から、小さめの380mlボトルを採用したり、あえて価格を高くするといった仕掛けが施された。
「プレミアム」という単語を冠した商品が目立ちだした2016年から構想が始まり、2017年から2019年にかけて開発が行われた。ファンタの守るべき価値やルールにのっとったうえでファンタから出す「プレミアム」について試行錯誤を重ね、作られた試作品の数は60に上った。
コロナウイルスの流行による外出制限も相まって、1000万本売れれば成功とみなされる炭酸飲料において、2020年3月の発売から2か月で1800万本を売り上げた。コカ・コーラ側はこれに加え、今までのファンタとは異なる新しさやおいしさが客を引き付けたとも分析している。2020年の第39回 食品ヒット大賞で同シリーズは優秀ヒット賞（一般加工食品部門）を受賞した。
グレープ以降もフレーバーは増え続け、うち2020年10月に発売された「ファンタ プレミアピーチ」は発売2週間で900万本を売り上げた。
| フレーバー           | 初出年       | 備考 |
| -------------------- | ------------ | --- |
| プレミアグレープ     | 2020年3月2日 | 収穫から24時間以内に搾汁したすりつぶしピューレを100%使用した。2021年3月には「プレミアグレープ」も発酵果汁とすりつぶしピューレの配合バランスが見直され、パッケージデザインを変更してリニューアルされた |
| プレミアピーチ       | 2020年10月   | 白桃のすりつぶしピューレと白桃・黄桃の果汁を使用。 |
| プレミアオレンジ     | 2021年3月    | オレンジパルプとオレンジの果皮ごと使用した。 |
| プレミアレモン       | 2022年4月    | にごりレモン果汁とビールエキスを使用。 2023年5月には「レモンプレミア」に改名してリニューアル。 また、2023年10月にははちみつを加えた「ファンタ レモンプレミア ハニー」が発売された                     |
| プレミア洋梨         | 2022年10月   | 洋梨果汁と洋梨をまるごと使用したピューレが入っている。 |
| プレミアとろけるもも | 2023年1月    | もも果汁と白桃ピューレを使用。 |

### CM
1970年代から1980年代初頭まではタレントを使ったCMを放送し、最後に「ファンタスティック」のコピーがあった。1980年代中盤からは主要顧客層である子供を使ったCMを放送しており、「ファンタはぼくらのヒーローだ！」というコピーの最後に猫の鳴き声を被せていた。
1980年代前半には柏原芳恵が出演し、柏原や子門真人がオリジナルCMソングを歌うバージョンや、松山千春がCMソングを歌ったバージョンが放映されていた。1986年頃から1993年まではディズニーキャラクターを使ったCMが放映されていた。久須美はタレントCMから人気キャラクターによるCMに変更されたことから、主要客層が青少年向けから若干低い層に変わったのではないかとみている。また、マスカットの缶にミッキーマウスのイラストをプリントしていたのもこの時代の影響である。1986年のCMでは、実写の映像にディズニーキャラクターのアニメーション（主にミッキー・ドナルド・グーフィーの3者）を合成したものが放送され、翌年のパインフルーツ初登場を知らせるPS部でもミッキーのアニメーションが合成された。
1990年代にはKinKi Kidsが出演していた。
2000年頃には「虫捕りをしている親子が巨大なファンタの缶に襲われる」といったCMが放送されていたほか、「砂浜で遊んでいるカップル。男（加瀬亮）が振ったファンタを女の方にかけようとして女が避け、勢いよく飛び出たファンタが海の向こうの島に直撃して粉々になる」といったタレントを起用したCMもあった。また、ファンタレモンについては「子ども向けイベントの会場の控室にて、あんまりな衣装に呆然とするスタッフの女性と、女性を呼びにくる同じ衣装を着た男性」や「男性が走り幅跳びをし、着地地点のバックには『レモン60個分』の立て看板。さらに計測に使うメジャーがレモンをつなぎ合わせたもので、計測結果が『レモン60個分』」といったCMが放映されていた。

#### ファンタ学園
2002年からファンタ学園シリーズが展開されていた。『3年B組金八先生』のパロディで展開されたシリーズで、3年B組がスルーされている。このシリーズは、韓国においても韓国語に吹き替えた上で放送されていた。久須美はCMの内容から主要顧客層が中高生に戻ったのではないかと分析している。
シリーズは2004年に一旦中止されたが、2008年2月20日からファンタ発売50周年記念として展開された「PLAY!」キャンペーンの一環で一時復活した。また2025年からはWEB限定配信版も含め複数のCMが制作された。
以下は、このシリーズの登場人物と演者の一覧である。ファンタの公式サイトには登場人物たちのプロフィールが掲載されていたが、「黒ひげ」がタカラトミー（放送当時トミー）の登録商標であることから、黒ひげ先生のプロフィールのみ公式サイトから除外されていた。
| タイトル                      | 演者                         | 場面                         | 備考                                  |
| ----------------------------- | ---------------------------- | ---------------------------- | ------------------------------------- |
| 3年A組 革ジャン先生           | 木坂佳史                     | 英語の授業                   |                                       |
| 3年C組 ドラゴン先生           | 笠原大                       | 理科の授業                   | フルーティーグレープフルーツ新発売    |
| 3年D組 激安先生               | 児島浩次郎                   | 数学の授業                   | ホワイトピーチ新発売                  |
| 3年F組 DJ先生                 | 大堀こういち                 | 数学の授業                   | スウィーティー新発売                  |
| 3年G組 将軍先生               | 林統一                       | 歴史の授業                   |                                       |
| 3年H組 昼メロ先生             | 松井涼子                     | 国語の授業                   | すもも新発売                          |
| 3年J組 ツッパリ先生           | 渡辺隆二郎                   | 国語の授業                   | トロピカルフルーツ新発売              |
| 3年S組 黒ひげ先生             | 銀治                         | ホームルーム。担当教科は地理 |                                       |
| 夏休みだよ!校長先生           | 竹之内啓喜                   | 全校集会                     | さっぱりピーチ新発売                  |
| 3年AB組 エビさん先生          | 土井きよ美                   | 校則指導。担当教科は道徳     |                                       |
| 3年X組 透明先生               | 稲川哲也                     | 理科の授業・放課後           |                                       |
| 2025年版                      |                              |                              |                                       |
| 3年E組 湯けむり先生           |                              | 化学                         |                                       |
| 3年N組 ワイルド先生           | 横山真史                     | 服装指導                     |                                       |
| 3年P組 ドローン先生           |                              | テスト返却                   | WEB限定                               |
| 3年I組 眼鏡先生               | いよちゃん                   | 数学                         | WEB限定                               |
| 3年O組 偉人先生               | MINAMI                       | 日本史                       | WEB限定                               |
| 3年Y組 はんこ先生             | さくら                       | 部活動の審査                 | WEB限定                               |
| 3年K組 魔法先生               |                              | 数学                         |                                       |
| コラボ作品（いずれもWEB限定） |                              |                              |                                       |
| 3年J組 超人先生               | 牧野裕夢・村田凪             | 大喜利                       | 『呪術廻戦』コミックス27巻とのコラボ  |
| 3年R組 ロボコ先生             | 松尾駿                       | 自習                         | 『劇場版 僕とロボコ』とのコラボ       |
| 3年FA組 ダンシング先生        | 世界・佐藤大樹               | 英語                         | FANTASTICS from EXILE TRIBEとのコラボ |
| 3年SS組 英雄先生              |                              | 世界史                       | モンスターストライクとのコラボ        |
| 3年T組 ダンダダン先生         | ターボババア（声：田中真弓） |                              | ダンダダンとのコラボ                  |

#### そうだったらいいのにな
2005年から、日本では童謡「そうだったらいいのにな」（井出隆夫作詞・福田和禾子作曲）のメロディでスチャダラパーのBOSEが替え歌を歌っている。このシリーズは、始めに空想の世界で始まり、「そうだったらいいのにな」のフレーズの後に現実に戻って落ちがつき、「そうじゃないからファンタ飲もう」で終わるのが基本的なパターンである。ファンタ学園シリーズの名残から学校に関するものがほとんどだった。
「そうだったらいいのにな」シリーズ（ヤギ篇・リモコン篇・カメラマン篇）は、2005年に全日本シーエム放送連盟が主催する「CMフェスティバル」において総務大臣賞／ACCグランプリ（最高賞）を受賞した。また、「ファンタだよ。TVに出よう!」キャンペーンはCMフェスティバルのファイナリストとなった。その後、「ファンタだよ。TVに出よう!」キャンペーンで、全国の中高生がCMに出演している
作品一覧
- ヤギ篇 - 学校にヤギの大群が押し寄せ、授業もテストもなくなるという設定で「そうだったらいいのにな」のフレーズが入り、現実世界の教室でニヤニヤしていて上の空だった生徒が教師に注意される。
- リモコン篇 - 先生をリモコンで操作し、嫌な授業の場合は早送りしたり一時停止して、「そうだったらいいのにな」のフレーズが入り、現実世界で「神田君が変です」という落ちが入るもの。
- カメラマン篇 - プロのカメラマンとなり好きなアイドルを撮り放題という設定で、妄想する少年にタモト清嵐、アイドルに小松彩夏が出演した。「そうだったらいいのにな」のフレーズの後、家でエロ本を読んでいるところを母に目撃される。
- UFO篇 - 先生がUFOに連れ去られ、自習をするよう指示されて、3年間「自習」と称して遊びまくるという設定。「そうだったらいいのにな」の後、大槻義彦が「そんなわけねぇだろ」と言う。

スタッフ・キャスト一覧
- 初オンエアー2005年3月16日（15秒CM）
- 広告主：日本コカ・コーラ
- 広告会社：博報堂、博報堂クリエイティブ・ヴォックス
- 制作会社：葵プロモーション
- クリエイティブ・ディレクター：岩本恭明
- プランナー：横田豊、井村光明、松田淳、神田祐介
- プロデューサー：中江康人、久保田修
- プロダクション・マネージャー：鈴木佳之、伊藤剛
- ディレクター：永井聡
- カメラマン：町田博
- タレント：小松彩夏、タモト清嵐、山梨ハナ、白石タダシ、篠原孝文、土屋有里恵、米谷真一、川崎珠莉、本間しげる
- 音楽制作会社：ブギーヴォックス
- 作曲：福田和禾子
- 演奏・歌手：ボーズ（スチャダラパー）

#### 吉本興業とのコラボ
2008年は、吉本興業（よしもとクリエイティブ・エージェンシー）とのコラボレーションを展開。吉本所属のお笑いタレントである、品川庄司（オレンジ）、ガレッジセール（グレープ）、フットボールアワー（レモン）がそれぞれの缶（カッコ内参照）に登場した。

#### ファン太郎
2009年からは横綱の朝青龍が、「ファン太郎」に扮した一見恐そうな「ファン太郎」だが本当はいい人であるという趣旨の『ファン太郎が行く』シリーズが放映されていた。本CMは、日本コカ・コーラ社によると、飲料のファンタが合成着色料無添加、ビタミンやカルシウムも豊富、純水である等、ファンタの良さを伝える目的がある。なお、2009年2月から放映された「ふるふるチャージ」のCMには2年後の2011年放映の『海賊戦隊ゴーカイジャー』で伊狩鎧/ゴーカイシルバー役として出演した池田純矢が赤いリーゼントのヤンキー役として出演し、2009年7月から放映された「もみもみフローズン」のCMにははるな愛が女子高生役として出演している。CMソングは増山達也が歌っていた。また、渋谷の東急百貨店に掲示された特大広告では、未成年者飲酒防止の観点から「未成年者の飲酒は法律で禁じられているよ。飲むならコレだね ファンタ」のキャッチコピーで呼びかけていた。

#### バンド「FANTA」
2010年3月から、「ファンタ もぉ〜もぉ〜ホワイト」の新発売CMから謎のロックバンド「FANTA」がメインのシリーズにリニューアルした。「FANTA」は、曙太郎がドラム、高見沢俊彦とマーティー・フリードマンがギター、綾小路翔がベース&ボーカル、谷村奈南がリードボーカルという設定。「FANTA」の「F」はフリードマンのF、「A」は綾小路のA、「N」は奈南のN「T」は高見沢のT、「A」は曙のAと、メンバーの姓名からの頭文字を合わせている。
2011年6月1日から放送が開始された新CMでは、曙が高見沢からバンドを解雇通告され、曙に代わるドラム担当として、“大阪のベテランドラマー”ことくいだおれ太郎が新メンバーに加わる設定の内容になる。

#### More Fanta, More Play
2012年3月からは、「More Fanta, More Play」（モット ファンタ モット アソブ）のキャッチコピーが設けられた。CMも2011年から海外で放送されているオリジナルのCGキャラクター「FANTA CREW」（ファンタクルー）が繰り広げる世界共通の内容のものにリニューアルされた。

#### ファンタ宣伝部
2016年4月からCMキャラクターに菅田将暉を起用。2017年7月からは「ファンタ宣伝部」として、菅田が部長を務めるCMを放映。2019年3月まで放送された。なお、菅田はのちに同社のコカ・コーラのCMキャラクターに起用された。

#### ファンタ坂学園
2019年4月からはCMキャラクターに乃木坂46を起用し、メンバーが「ファンタ坂学園」の生徒となるCMが放映された。2020年4月からは設定が放課後に変更された。

#### ファンタ プレミア（CM）
2020年3月発売の「ファンタ プレミアグレープ」では本製品専用のTVCMが制作され、永山瑛太・松田龍平が起用された。
2021年3月の「ファンタ プレミアオレンジ」の発売と「ファンタ プレミアグレープ」のリニューアルに合わせてTVCMが一新され、前野朋哉と四千頭身の石橋遼大が新たに起用された。
2022年4月の「ファンタ プレミアレモン」の発売に合わせてTVCMが再度変更され、阿部寛が新たに起用された。2023年5月の「ファンタ レモンプレミア」のリニューアル発売に合わせてTVCMが三度変更され、吉岡里帆が起用された。

#### 遊び心は、みんなの中に。
2021年4月からは「遊び心は、みんなの中に。」をテーマにしたキャンペーンが開始され、定番フレーバーのTVCMでは「ファンタ坂学園」までのティーンに向けた内容からファミリーに向けた内容に刷新され、特定のCMキャラクターが起用されなくなった。

#### ラジオCM
2007年に流れていたCMは、子供がファンタグレープにビタミンCが添加してあることを理由に親にファンタを買うようにねだるという内容だった。また、ファンタそのものが擬人化されているパターンも存在する。ただし、CM放送後の2009年時点においてファンタグレープにはビタミンB6が添加されており、ビタミンCはファンタオレンジ等に添加されている。

### 他社とのコラボ商品
2011年3月15日、森永製菓のチューイングソフトキャンディ「ハイチュウ」のコラボシリーズに、「ハイチュウ×ファンタグレープ」と「ハイチュウ×ファンタオレンジ」が期間限定で発売された。日本コカ・コーラ社と森永製菓のコラボレーションによる製品で、ファンタの味を初めてキャンディ化。ファンタの爽快感と炭酸感をハイチュウで再現した。
また、2023年3月6日にクラシエフーズが輸入販売するタブレット型ソフトキャンディ「メントス」とのコラボレーション企画として、「メントス FANTAオレンジ」が発売された。

### ゴールデンアップルという都市伝説
ファンタはこれまでに多種類のフレーバーを発売している。その中、2000年前後の日本では、1970年代に「ゴールデンアップル」というフレーバーが存在したか否かという話題がインターネットを中心に巻き起こり、存在を肯定する側と否定する側に意見が分かれ論争となった。
やがて日本コカ・コーラ社は「過去に日本国内でそのような製品を販売したことはない。ゴールデングレープならあった」という公式見解を発表した。この後、日本コカ・コーラ社は、2002年10月に「ファンタゴールデンアップル」を新フレーバーという形で新発売した。さらに2006年に同商品をセブン-イレブン限定で、「あの伝説の商品」「1970年代の復刻版デザイン」として1970年代のファンタに用いられたデザインで販売している。その後も2018年に「ゴールデンアップル &パワー」が発売された。
半ば都市伝説化した一方で、2002年に久須美雅士（清涼飲料史研究家）が生活情報サイト『All About』で発表したWeb記事において、日本コカ・コーラ社社員からの「売った事がある」「知っている」という発言や複数ボトラー社員からの「よそのボトラーでは売ったらしい」という旨の発言を紹介している。このほか、「日本コカ・コーラ社が公表していないから、発売していない」とする否定側の意見についても、ジョージア・マックスコーヒーが日本コカ・コーラ社ウェブサイトの販売商品一覧に載っていない事を取り上げ、公表している情報が絶対ではないとしている。また、2010年には清水りょうこ（清涼飲料水評論家）の編著によりミリオン出版から発行された書籍『なつジュー。20世紀飲料博覧會』の41ページで、日本コカ・コーラ社に関係していた人による「あったはずだが、資料がないため、公式にあるとは言えない」という旨の発言を紹介している。続けて「各地のボトラー社からの限定品を含めた全商品を把握できていないらしい」「30年以上も前の話で、外資系企業であることから人の出入りが激しく、知る人がいない」という旨の記述をしている。とはいえ、ライターの里田実彦も、これらの主張は都市伝説の定番である「友だちの友だちに聞いた」と同じパターンであり、勘違いと思い込みの可能性が高い事を指摘している。